# Yannick Borel
Yannick Philippe André Borel (ur. 5 listopada 1988 w Pointe-à-Pitre) – francuski szpadzista, złoty i srebrny medalista olimpijski i wielokrotny medalista mistrzostw świata.
Walczy prawą ręką. Podczas igrzysk olimpijskich w Londynie w 2012 roku odpadł w ćwierćfinałach turnieju indywidualnego. Na rozgrywanych cztery lata później igrzyskach olimpijskich w Rio de Janeiro reprezentanci Francji w składzie: Yannick Borel, Gauthier Grumier, Daniel Jérent i Jean-Michel Lucenay wywalczyli złoty medal drużynowo. W rywalizacji indywidualnej zajął piąte miejsce. Brał też udział w igrzyskach w Tokio, zajmując piąte miejsce w zawodach drużynowych. i siedemnaste w indywidualnych. Na Letnich Igrzyskach Olimpijskich 2024 w rywalizacji indywidualnej szpadzistów zdobył srebrny medal.
Podczas mistrzostw świata w Katanii w 2011 roku wywalczył złoty medal drużynowo. W tej samej konkurencji zdobywał następnie złote medale na mistrzostwach świata w Lipsku (2017), mistrzostwach świata w Budapeszcie (2019) i mistrzostwach świata w Kairze (2022) oraz srebrne podczas mistrzostw świata w Kijowie (2012) i mistrzostw świata w Mediolanie (2023). Wywalczył również złoty medal indywidualnie na mistrzostwach świata w Wuxi (2018), w finale pokonując Rubéna Limardo z Wenezueli.
Wielokrotnie zdobywał medale mistrzostw Europy, w tym złote: indywidualnie na ME w Toruniu (2016), ME w Tbilisi (2017), ME w Nowym Sadzie (2018) i ME w Antalyi (2022) oraz drużynowo podczas ME w Sheffield (2011) i ME w Toruniu (2016).
Zdobył również złoty medal drużynowo na igrzyskach europejskich w Baku w 2015 roku.